# Paracolletes brevicornis
Paracolletes brevicornis là một loài Hymenoptera trong họ Colletidae. Loài này được Smith mô tả khoa học năm 1854.